# Asamblea de Nevada
La Asamblea de Nevada es la cámara baja de la Legislatura de Nevada. El órgano consta de 42 miembros, elegidos por períodos de dos años por distritos uninominales.

## Composición
| 82.º Legislatura (2023-2025) | 82.º Legislatura (2023-2025) | 82.º Legislatura (2023-2025) | 82.º Legislatura (2023-2025) | 82.º Legislatura (2023-2025) | 82.º Legislatura (2023-2025) | 82.º Legislatura (2023-2025) | 82.º Legislatura (2023-2025) |
|                              | Partido                      | Partido                      | Partido                      | Partido                      | Ind.                         | Vac.                         | Total                        |
| Republicano                  | Dif.                         | Demócrata                    | Dif.                         |                              | Ind.                         | Vac.                         | Total                        |
| ---------------------------- | ---------------------------- | ---------------------------- | ---------------------------- | ---------------------------- | ---------------------------- | ---------------------------- | ---------------------------- |
|                              | Dif.                         |                              | Dif.                         |                              |                              |                              | Total                        |
| Bancas                       | 14                           | 2                            | 28                           | 2                            | -                            | -                            | 42                           |
|                              |                              |                              |                              |                              |                              |                              |                              |
| Último % de votos (2022)     | 55,96%                       | 55,96%                       | 41,42%                       | 41,42%                       | -                            |                              |                              |

## Liderazgos
El presidente de la Asamblea preside la Asamblea en la posición de liderazgo principal, controlando el flujo de la legislación y las asignaciones de los comités. El presidente es elegido por el partido con mayor representación, seguido de la confirmación de la Asamblea en pleno tras la aprobación de una votación en el piso. Otros líderes de la Asamblea, como los líderes de la mayoría y las minorías, son elegidos por sus respectivos partidos.
| Posición             | Nombre                | Partido     |
| Portavoz             | Steve Yeager          | Demócrata   |
| Portavoz pro tempore | Daniele Monroe-Moreno | Demócrata   |
| Líder de la mayoría  | Sandra Jauregui       | Demócrata   |
| Líder de la minoría  | Philip K. O'Neill     | Republicano |